# البرح (المقاطرة)

تعديل مصدري - تعديل

البرح هي إحدى قرى عزلة الصوالحة بمديرية المقاطرة التابعة لمحافظة لحج، بلغ تعداد سكانها 421 نسمة حسب تعداد اليمن لعام 2004.